# Guerra dos sexos
Guerra dos sexos è una telenovela brasiliana prodotta e trasmessa da TV Globo. È un remake dell'omonima telenovela del 1983 (distribuita in Italia col titolo Adamo contro Eva), prodotta e trasmessa anch'essa da TV Globo: regista principale di entrambe, Jorge Fernando.
È stata trasmessa come telenovela delle sette (al pari dell'originale), avendo una trama basata su argomenti leggeri.
La colonna sonora della telenovela è il brano Simplesmente aconteceu, interpretato da Ana Carolina, ma scritto da Chiara Civello.

## Trama
La telenovela è basata sulla competizione tra uomini e donne.
A San Paolo i due cugini Otavio II e Charlo II, eredi della fortuna degli zii Otavio e Charlo, sono costretti a dividersi la fortuna degli zii, incluso il Charlo's e il Castelinho, un edificio simile ai castelli europei.
E il rapporto tra i due non sarà facile.

## Cast
| Attore                   | Personaggio                                                                                                 |
| ------------------------ | --- |
| Irene Ravache            | Charlotte de Alcântara Pereira Barreto (Charlô II/Cumbuqueta)/ Altamiranda de Fátima Alcântara Além Castro) |
| Tony Ramos               | Otávio de Alcântara Rodrigues e Silva (Otávio II/Bimbinho)/ Dominguinhos Plácido de Alcântara)              |
| Glória Pires             | Roberta Carneiro Leone                                                                                      |
| Edson Celulari           | Felipe de Alcântara Pereira Barreto                                                                         |
| Mariana Ximenes          | Juliana de Alcântara Pereira Barreto/lei stessa, nell'ultimo capitolo                                       |
| Reynaldo Gianecchini     | Fernando Cardoso (Nando)                                                                                    |
| Luana Piovani            | Vânia Trabucco de Moraes                                                                                    |
| Bianca Bin               | Carolina Carneiro                                                                                           |
| Eriberto Leão            | Ulisses da Silva                                                                                            |
| Drica Moraes             | Antonieta "Nieta" Carneiro                                                                                  |
| Fernando Eiras           | Dinorá "Dino" Carneiro                                                                                      |
| Marilu Bueno             | Olívia |
| Paulo Rocha              | Fábio Marino                                                                                                |
| Guilhermina Guinle       | Manuela Vasconcellos Marino                                                                                 |
| Thalita Lippi            | Lucilene Ramos                                                                                              |
| Thiago Rodrigues         | Zenon da Silva                                                                                              |
| Raquel Bertani           | Ana Luísa "Analú" de Alcântara Pereira Barreto                                                              |
| Johnny Massaro           | Carlos Henrique "Kiko" dos Santos Leone                                                                     |
| Marianna Armellini       | Afrodite "Frô" da Silva Leone                                                                               |
| Mayana Moura             | Veruska Maldonado                                                                                           |
| Daniel Boaventura        | Irineu Carneiro                                                                                             |
| Débora Olivieri          | Semíramis da Silva                                                                                          |
| Maria Carol Rebello      | Dalete |
| Jesus Luz                | Ronaldo Brandão                                                                                             |
| Antônia Morais           | Isadora Novaes/Vicky Miller                                                                                 |
| Jesuela Moro             | Maria Cecília                                                                                               |
| Marcelo Barros           | Montanha Duncrezio                                                                                          |
| Hilda Rebello            | Dona Pepa (Tia)                                                                                             |
| Ronnie Marruda           | Baltazar |
| Thaís Portinho           | Divina |
| Anna Cristina Campagnoli | Acquirente di Charlô´s                                                                                      |
| Carlos Alberto Riccelli  | Vitório Leone                                                                                               |
| Emiliano Queiroz         | Notaio |
| Rosamaria Murtinho       | Mirelle Darrieux                                                                                            |
| Alessandra Maestrini     | Alessandra do Lago                                                                                          |
| Júlia Lemmertz           | Blanche Paes Leme                                                                                           |
| Maitê Proença            | Madonna |
| Cláudia Ohana            | Rihanna |
| Giulia Gam               | Gisele |
| Letícia Sabatella        | Angelina |
| Regiane Alves            | Jennifer |
| Jorge Fernando           | Wanderley                                                                                                   |
| Malvino Salvador         | Rodrigo Ramirez                                                                                             |
| Grace Gianoukas          | Ludmila Petrovka                                                                                            |
| Helena Fernandes         | Natália |
| Ellen Rocche             | Marivalda                                                                                                   |
| Xuxa Meneghel            | Terezinha Romano                                                                                            |
| Fiuk                     | Daniel |
| Germano Pereira          | Demônio Ruivo                                                                                               |
| Márcio Machado           | Raposo |
| Renata Celidônio         | Iracema |
| Dja Marthins             | Maria |
| Ricardo Blat             | Moysés |
| Márcio Vito              | Agenor |
| Paulo Reis               | Giocondo Salgado                                                                                            |
| Junior Prata             | Dottor Clementino                                                                                           |
| Ricardo Duque            | Celso |
| Luísa Thiré              | Gertrudes Souza                                                                                             |
| Ricardo Pavão            | Diretor Positano Sport                                                                                      |
| Isio Ghelman             | Ary |
| João Bourbonnais         | Adelino |